# Mushanga
Mushanga is een nummer van de Amerikaanse rockband Toto. Het is de derde single van zevende studioalbum The Seventh One uit 1988. Het nummer gaat over een journalist die in Zuid-Afrika een meisje genaamd Mushanga ontmoet en zich over haar ontfermt na zijn vertrek. Het nummer werd in februari 1988 wereldwijd op single uitgebracht. 
In Nederland werd "Mushanga" regelmatig gedraaid op Radio 3 en werd een radiohit. De plaat bereikte de 16e positie in de Nationale Hitparade Top 100 en de 19e positie in de Nederlandse Top 40.
In België bereikte de plaat de 27e positie in de Vlaamse Ultratop 50. De Vlaamse Radio 2 Top 30 werd niet bereikt. Buiten het Nederlandse taalgebied haalde de plaat nergens de hitlijsten.

## NPO Radio 2 Top 2000
| Nummer met noteringen in de NPO Radio 2 Top 2000 | '07  | '08 | '09  | '10 | '11  | '12  | '13  | '14  | '15  | '16  | '17  | '18  | '19  | '20  | '21  | '22  | '23  | '24  |
| ------------------------------------------------ | ---- | --- | ---- | --- | ---- | ---- | ---- | ---- | ---- | ---- | ---- | ---- | ---- | ---- | ---- | ---- | ---- | ---- |
| Mushanga                                         | 1523 | -   | 1439 | -   | 1445 | 1292 | 1131 | 1111 | 1364 | 1462 | 1401 | 1527 | 1337 | 1303 | 1223 | 1055 | 1216 | 1117 |

1. ↑  Een '-' betekent dat het nummer niet was genoteerd en een vetgedrukt getal geeft de hoogste notering aan.
2. ↑  2007 was het eerste jaar met een notering voor dit nummer.